# هند خیره
هند خیرَه (عربی: هند خيرة؛ زاده ۱۹۸۱) نقاش و هنرمند اهل مصر است. او از سال ۲۰۱۱ به عنوان یکی از رهبران هنر خیابانی در مصر شناخته می‌شود.
او ابتدا بعد از انقلاب ۲۰۱۱ مصر به عنوان هنرمند به شهرت رسید.